# Voldemort
Voldemort nagyúr (ejtsd ˈvoʊldəmɔr vagy – a filmekben – ˈvoʊldəmɔrt), született: Tom Rowle Denem, angol eredetiben: Tom Marvolo Riddle, J.K. Rowling nagy sikerű Harry Potter-regénysorozatának egyik főszereplője. A széria valamennyi részében szerepel, beleértve az ezekből készült filmeket is, a Harry Potter és az azkabani fogoly kivételével, ahol csak a nevét említik. Az AOL Moviefone 2008-ban nyilvánosságra hozott listája szerint Voldemort nyerte el a Minden Idők Legfőbb Főgonosza címet, megelőzve ezzel a Csillagok háborúja filmek Darth Vaderét is.
Voldemort a sorozat főgonosza, egy jóslat szerint uralmát csak egy gyermek törheti meg, aki a hetedik hónap utolsó napján születik és olyan párnak, akik háromszor dacoltak vele. Voldemort Potteréket, illetve egyetlen fiukat, Harry Pottert választotta ki, így lett a gyermekből a Kiválasztott. A varázslóvilágban annyira rettegnek tőle, hogy a nevét sem merik kiejteni, ehelyett úgy emlegetik, mint „Tudodki”, „Tudjukki” vagy „Ő, akit nem nevezünk nevén”. Követői, a halálfalók ellenben „Sötét Nagyúr”-nak nevezik. Voldemort a világ legnagyobb fekete mágusa, akinek legfőbb célja a halhatatlanság elérése, valamint a tiszta vérvonal terjesztése, majd annak teljes felsőbbrendűvé tétele. Mániákusan üldözi a muglikat, a varázstalan embereket, célja, hogy a hatalmát nem csak a varázsvilágra, hanem a muglik társadalmára is kiterjessze. Anyai ágon Mardekár Malazár, a roxforti Négyek egyikének utolsó élő leszármazottja.
Árvaházban nevelkedett, már kiskorában megmutatkoztak mágikus képességei. A többi árvaházi gyermek félt tőle. A mugli nevelők nem jöttek rá, hogy mágus, ezért azt hitték, hogy valamilyen furcsa betegsége van. Ez eléggé zavarta, mert tudta, hogy nem beteg, hanem meggyőződése szerint különleges, egyedülálló képességek birtokosa. Az egyik ilyen képessége a párszaszó, azaz a kígyók nyelvének az értése és beszélése, ami szintén a Mardekárral való rokonság bizonyítéka, illetve a varázstörténelemben jellemzően a fekete mágusok ismérve volt.
Hatalmának csúcspontján meggyilkolta James és Lily Pottert, utána pedig egyéves gyermekük életére tört. Harryről azonban egy rejtélyes erőnek köszönhetően visszaverődött a sötét varázsló halálos átka, így Voldemort sok éven át test nélkül (esetenként mások testébe férkőzve) volt kénytelen élni, csak 1995 tavaszán sikerült újra testet öltenie.
A szereplőt a különböző életkorában több színész alakította, közülük a leghíresebb Ralph Fiennes brit színész, aki a negyedik, az ötödik, a hatodik és a befejező kötet filmváltozataiban játszotta a fekete mágust.
Rowling elmondása szerint nevének utolsó betűje, a „t” néma, így utalva a francia mort szóra, aminek a jelentése halál. Jim Dale angol színész, szinkronszínész a hangoskönyv adaptációban ennek megfelelően ejti nevét, azonban a Harry Potter és a bölcsek köve filmváltozatában még ejtik a „t”-t, majd következetesen a későbbiekben itt is elhagyják.

## A szereplő megalkotása és fejlődése
Ahogy számos Harry Potter-karakter, úgy Voldemort is több tekintetben hasonlít J. R. R. Tolkien A Gyűrűk Ura című művének valamelyik szereplőjére. Voldemort esetében a mű főgonosza, Sauron volt a minta. Ahogy azt Voldemortról tudjuk, úgy Sauron eredeti nevét sem ejtik ki sem ellenségei, sem szolgái (már maga a Sauron név is csupán gúnynév), más neveken és titulusokon emlegetik őket. Sauronhoz hasonlóan Voldemort megnevezése is gyakran Sötét Úr. A Harry Potter világának horcruxai bizonyos tekintetben ugyanúgy működnek, mint Sauron Egy Gyűrűje: amíg az Egy Gyűrű fennáll, Sauron is sérthetetlen, majd a Gyűrű elpusztításával aztán Sauron is esendővé válik. Ugyanakkor fontos különbség, hogy míg Sauron a tolkieni mitológia szerinti világteremtés előtt született és eredendően halhatatlan, Voldemort halandó ember, valamint a horcruxok nem növelték meg Voldemort hatalmát, ahogyan az Egy Gyűrű Sauronét, csupán halhatatlanságát biztosították. Mindezek mellett mindkét negatív szereplő elvesztette eredeti testi mivoltát és többé nem is tudta visszanyerni azt, mindketten elbuktak már legalább egyszer végső pusztulásukat megelőzően és mindketten saját világuk leghatalmasabbjai közé tartoznak (ugyanakkor Sauron végső bukását követően sem halt meg, hiszen lelke tökéletesen elpusztíthatatlan, csupán száműzni tudták a tolkieni világ istenszerű lényei, a valák).
Rowling egy 1999-es interjújában azt nyilatkozta, hogy Voldemort alakját és háttértörténetét csak jóval Harry Potter megalkotása után találta ki. „Az alapötlet az volt, hogy Harry nem tudja, hogy ő valójában egy varázsló […] Tehát először azt találtam ki, hogyan jut majd ez a tudomására. […] Mikor egyéves volt, a világ eddig élt legnagyobb fekete mágusa az életére tört. Megölte Harry szüleit, majd a fiút vette célba – kimondta rá a halálos átkot. […] És valami rejtélyes, megmagyarázhatatlan okból, az átok visszapattant Harryről, aki egy villám alakú sebhelyen kívül semmilyen maradandó sérülést nem szenvedett, nem így Voldemort, aki elvesztette testét és erejét, és évekig élőhalottként, mások testébe férkőzve kellett élnie.” Rowling hozzátette, a varázsló nevét saját maga találta ki.
A második könyvben Rowling a tudomásunkra hozza azt, hogy Voldemort számára – paradox módon – rendkívül fontos volt a varázslóvér tisztasága, ezért gyűlölte a muglikat és a félvéreket, annak ellenére, hogy ő maga sem aranyvérű. „Az erőszakos, zsarnok emberek gyakran tisztában vannak a saját tökéletlenségükkel, ám ezt nem vallják be maguknak, hanem azokat az embereket akarják megsemmisíteni, akik ugyanazokkal a hibákkal rendelkeznek, mint ők. És úgy vélem, Voldemort pontosan ezt teszi.”
Ugyanebben az évben Rowling sokkal pontosabb jellemzést adott Voldemortról. „Dühöngő pszichopatának, mások szenvedése iránt tökéletesen érzéketlen személyként” jellemezte, és valódi, karizmatikus zsarnok uralkodókhoz hasonlította őt, Egy 2004-es interjújában viszont tagadta, hogy valós történelmi személyről mintázta volna.
2006-ban kijelentette, hogy Voldemort, mint minden más ember, rettenetesen tart a haláltól. „Voldemort nagyon fél és gyalázatos dolognak tartja a halált. Úgy értem, hogy a halál a saját szemében mindenképp gyalázatos. Azt gondolja, hogy a halál a szégyenletes emberi gyengeség eredménye.”
Rowling műve szerint a varázsvilágban annyira félnek tőle, hogy a nevét sem merik kiejteni, gyakran csak utalnak rá, úgy mint Tudodki vagy Ő, Akit Nem Nevezünk Nevén. Követői, a halálfalók Sötét Nagyúr-nak hívják, nevét kiejteni tiszteletlenség és bűn. A Harry Potter és a Halál ereklyéi c. kötetben Voldemort neve tabu, ezért aki hangosan kimondja, a halálfalók azonnal a nyomára bukkannak, így történt ez Harryvel, Ronnal és Hermionéval is.
Egy interjú során Rowling elmondta, hogy a Voldemort név egy anagramma, a karakter eredeti születési nevéből (Tom Marvolo Riddle → I am Lord Voldemort, a magyar változatban: Tom Rowle Denem → Nevem Voldemort) és hogy a varázsló neve francia eredetű (Rowling maga kijelentette, hogy a francia vol de mort kifejezésből származik, ami azt jelenti, hogy „menekülés a halálból”, valószínűleg a halhatatlanság iránti megszállott keresését tükrözve), ezért a végén álló „t” betű néma. Habár az első könyvből készült filmben kiejtik a „t” betűt, a többi részben már következetesen elhagyják ennek a szó végi betűnek a kiejtését. Egyes elemzők ezzel szemben úgy vélik, hogy a francia halál szóból (mort) eredeztették és arra való utalás. Philip Nel, a Kansasi Állami Egyetem tudósa és a gyermekirodalom professzora egy 2002-es interjúban ezt „hátborzongató érzésként” írja le. Az elméletet erősíti a francia mort és a latin mors szavak jelentésbeli rokoni kapcsolata is.

## Megjelenései

### Harry Potter és a bölcsek köve
Az első kötetben Rowling bevezeti az olvasót a mű cselekményének múltjába, mikor a hatalmán lévő Voldemort megpróbálja megölni Harry Pottert, miután szüleivel, Lily és James Potterrel már végzett. Az egyéves Harry túléli a halálos átkot, amely visszahull támadójára, aki így testetlen kísértetként kényszerül létezni, míg a fiú egy különös, villám alakú sebhelyet kap a homlokára. A könyvben Voldemort igyekszik megszerezni a Bölcsek Kövét, amely egy életelixírt termel, aminek köszönhetően visszanyerhetné testét. Voldemort Mógus professzor segítségével próbálja végrehajtani tervét, ám a könyv csúcspontjaként Harrynek sikerül ebben megakadályoznia. Voldemort menekülésre kényszerül, Mógus pedig meghal, a Bölcsek Kövét később megsemmisítik.

### Harry Potter és a Titkok Kamrája
A második kötetben Ron Weasley elsős húga, Ginny megtalálja az ötven évvel korábban a Roxfortban tanuló Tom Denem naplóját, miután Lucius Malfoy becsempészi azt az üstjébe még a tanév kezdete előtt. A rejtélyes könyv reagál a beleírt szövegre, így a félénk lány apránként minden titkát elárulja neki. Ginnyt végül a naplóban emlékképként megőrzött Tom felhasználja, hogy újra kinyissa a Titkok Kamráját, hogy az oda bezárt baziliszkuszt az iskola mugli származású diákjaira uszítsa. A történet csúcspontján a Ginny megmentésére indult Harrynek az emlékkép Tom elmondja, hogy a lány halálával ő visszatérne és nevének betűit átrendezve felfedi igazi valóját: Tom Rowle Denem → Nevem Voldemort (az angol eredetiben: Tom Marvolo Riddle → I am Lord Voldemort). Harry legyőzi a baziliszkuszt, elpusztítja a naplót, így újra a Sötét Nagyúr visszatérésének útjába áll, Ginny pedig megmenekül.

### Harry Potter és az azkabani fogoly
Ez az egyetlen kötet, amelyben Voldemort semmilyen formában nem jelenik meg. Harry hallja a hangját, mikor a dementorok közelségében átéli szülei meggyilkolását, illetve a cselekmény végén Sybill Trelawney jóslástan tanár egy ritka, ám ezúttal valódi jóslatában megemlíti őt:
A Sötét Nagyúr most erőtlen és magányos. Hívei elfordultak tőle. Szolgája tizenkét éve rabságban senyved. Ma este, még éjfél előtt, a szolga kiszabadul, és visszatér urához. Segítségével a Sötét Nagyúr újra erőre kap és hatalma rettentőbb lesz, mint valaha. Ma este ... éjfél előtt ... a szolga ... visszatér urához...

### Harry Potter és a Tűz Serlege
A sorozat negyedik kötetében Voldemort mindjárt az első fejezetben feltűnik. Kiderül, hogy a Nagyúr hű szolgálója, ifjabb Barty Kupor életben van és ura parancsára Rémszem Mordonnak álcázva magát a Roxfortban azon munkálkodik, hogy Harry nevét becsempéssze a Trimágus Tusa résztvevői közé, majd segítsen a fiúnak meg is nyerni a versenyt. Barty Kupor célja, hogy Harryt a kupa zsupszkulccsá alakításával teleportálja a Little Hangletoni temetőbe, ahol a Denem család tagjai nyugszanak. Itt Harryt Pettigrew fogságba ejti és vérét felhasználja egy mágikus szertartáshoz.
Halott apa, csontod tudatlan adatik és új testet ölt fiadǃ Szolga, élő húsod, ím önként adatik, s életre kel urad. Ellenség, a véred erővel vétetik, s feltámad ellenedǃ
Ez az első alkalom, hogy Rowling leírja a Nagyúr megjelenését: „Csupasz koponyánál is fehérebb bőr, két szűk rés jelezte lapos kígyóorr, benne réspupillájú vörösen izzó szempár”, később így folytatja: „Vörös szeme, melyben a pupilla csupán vékony rés volt, mint a macskáéban most még fényesebben izzott.” Voldemort elbeszéléséből kiderül, hogy Pettigrew segítségével létrehozott egy kezdetleges gazdatestet, amivel legalább pálcát tud fogni és így hajtotta végre tervét. Apja sírból kiemelt csontja, Pettigrew önként levágott keze és Harry néhány csepp vére felhasználásával Voldemort visszanyeri testét és erejét, majd a Sötét jegy segítségével megidézi halálfalóit. A jelenlétükben párbajra hívja ki Harryt, azonban a pálcáik különleges mágikus kölcsönhatása következtében előtűnnek Voldemort korábbi varázslatai, vagyis az áldozatainak emlékképei, köztük a fiú szülei is. Harry a segítségükkel megmenekül és a zsupszkulcs felhasználásával visszatér a Roxfortba.

### Harry Potter és a Főnix Rendje
Ebben a könyvben a Sötét Nagyúr kiszabadítja az Azkabanba bebörtönzött követőit, köztük Bellatrix Lestrange-et és mindent megtesz, hogy megszerezze a Mágiaügyi Minisztériumban tárolt jóslatot, ami róla és Harry-ről szól, mert azt reméli, hogy ebből kiderül a kettőjük közt levő kapcsolat mibenléte. Végül a halálfalók és a Főnix Rendjének tagjai megütköznek a Jóslatok Termében, ahol megjelenik maga Voldemort is, aki ádáz párbajt vív Albus Dumbledore-ral. Rövid időre megszállja Harryt, azonban nem tudja elviselni a fiú lelkében lakozó szeretet erejét, így végül – anélkül, hogy a jóslatot megszerezte, vagy hallotta volna – távoznia kell, de a helyszínre érkező mágiaügyi miniszter és minisztériumi varázslók előtt lelepleződik, így többé nem titok, hogy Harry igazat mondott, és a Nagyúr visszatért.

### Harry Potter és a Félvér Herceg
A sorozat hatodik kötetének cselekménye két szálon fut. A jelenben Voldemort nem látható, hanem a háttérben támadást szervez a Roxfort ellen, illetve merényletet Albus Dumbledore ellen. Ezenkívül más intézkedései is éreztetik hatásaikat, háborús helyzet kezd eluralkodni a varázsvilágban és muglikat, valamint köztiszteletben álló varázslókat kínoznak, vagy ölnek meg, így például erre a sorsra jut Amelia Bones és Emmeline Vance is.
A másik szálban Voldemort múltja tárul fel a Dumbledore által összegyűjtött és Harry elé tárt emlékek alapján. A háttértörténetből kiderül, hogy a sötét varázsló Merope Gomold fia volt, egy árvaházban látta meg a napvilágot és ott is nőtt fel. Tizenegy évesen itt találkozott Dumbledore-ral, akitől megtudta, hogy varázsló és felvételt nyert a Roxfortba. Iskolai és későbbi tevékenységébe is bepillantást nyerhet az olvasó, ezekből kiderül, hogy a kamasz Tom Denem szadista, pszichopata hajlamokkal rendelkezett, gyűlölte a muglikat és többek között ezért kiirtotta az egész rokonságát apai ágon. Már ekkor megszállottan kutatta a halhatatlanság elérésének módját.
Miután Harry megszerezte Lumpsluck professzor egy addig titkolt emlékét, Dumbledore-ral rájönnek, hogy Voldemort horcruxokat készített és azokba rejtette el lelkének egy-egy darabját, hogy ha a testét megölik, akkor se haljon meg. Azt is megtudják, hogy hét ilyen horcrux van, amiből kettőt, Tom Denem naplóját és a Gomold család gyűrűjét Harry, illetve Dumbledore már elpusztította.

### Harry Potter és a Halál Ereklyéi
Az eredeti könyvsorozat utolsó kötetében Voldemort hatalma kicsúcsosodik, átveszi a hatalmat a Minisztériumban, miután Imperius átkot szórt Pius Thicknesse mágiaügyi miniszterre. Totalitárius rendőrállamot hoz létre, ahol a mugli származásúakat üldözik és megfosztják őket emberi jogaiktól. A Nagyúr először akkor tűnik fel, amikor halálfalói élén megtámadja a Főnix Rendje tagjait, akik Harryt segítenek átköltöztetni a Dursley-házból az Odúba. Mivel ismét nem sikerült elpusztítania a fiút, a kudarcért a pálcáját okolja. A mindenkit legyőző legendás varázspálcát keresve felkutatja és megöli az egyik leghíresebb pálcakészítőt, Gregorovicsot, majd Gellert Grindelwaldot is, végül rájön, hogy a Pálcák Urát Dumbledore birtokolta, ezért felnyitja az igazgató sírját és elveszi a pálcáját.
Amikor Voldemort megtudja, hogy Harryék rájöttek a titkára és több horcrux elpusztítása után a Roxfortban keresik a következőt, halálfalóival megtámadja az iskolát. Az ostrom közben Nagini segítségével megöli Perselus Pitont, hogy ő lehessen a Pálcák Urának igazi gazdája. Ezt követően egy óra tűzszünetet ajánl a kastély védelmezőinek, ez alatt Harry önként elmegy hozzá a Tiltott Rengetegbe, ekkor Voldemort az Avada Kedavra halálos átokkal sújtja a fiút. Ezzel azonban magának ártott, hiszen Harryt addig nem lehet megölni, amíg a vére a Nagyúr ereiben csörgedezik, viszont Voldemort elpusztította a Harryben lakozó saját lélekdarabját, azaz az egyetlen horcruxot, amit tudtán kívül, akaratlanul készített. Követőivel diadalmasan a Roxforthoz vonul, ahol később sor kerül a végső párbajra közte és Harry Potter között. Voldemortot végül saját halálos átka öli meg, ami visszapattant rá, ugyanis a Pálcák Urának tényleges gazdája Harry volt, hiszen korábban lefegyverezte Draco Malfoyt, aki annak idején erőszakkal szerezte meg a pálcát Albus Dumbledore-tól.
...s közben Voldemort már dőlt is hátrafelé, széttárt karokkal, felakadó kígyószemekkel. Tom Denem prózai végérvényességgel terült el a kőpadlón; teste fonnyadt volt és törékeny, fehér keze üres, kígyóarca kifejezéstelen maszk. Voldemort halott volt, megölte saját visszapattanó átka, és Harry két pálcával a kezében nézte ellensége porhüvelyét.
Rowling úgy nyilatkozott, hogy Voldemort ezután egy satnya csecsemőhöz hasonlító állapotban létezett tovább, ahogy az a könyvben leírtaknak megfelel, vagy ahogy azt a filmadaptációban is megjelenítettek, a Tiltott Rengeteg-béli összecsapás utáni King Cross-szerű jelenetben, mikor Harry találkozott a már halott Dumbledorral.

### Harry Potter és az Elátkozott Gyermek
Ebben, az előző kötet eseményei után 19 évvel játszódó történetben kiderül, hogy Voldemortnak Bellatrix Lestrange a Malfoy-kúrián lánygyermeket szült a roxforti csata előtti éjszakán. Ő Delphini Denem (becenevén Delphi), aki felnőve Cedric Diggory unokahúgának kiadva magát Albus Perselus Potter és Scorpius Malfoy segítségével ellopja az utolsó létező időnyerőt a Minisztériumból, azzal a szándékkal, hogy feltámasztja apját. A könyv két fejezetében az olvasó betekinthet egy ideiglenesen létrejött alternatív világba, amit Voldemort ural és amelyben Harry Potter halott, a muglik pedig elnyomásban, rabszolgaként élnek. Végül Delphi visszautazik a múltbéli Godric's Hollowba, arra az éjszakára mikor apja megölte a Potter házaspárt, mégpedig azzal a céllal, hogy figyelmeztesse Voldemortot a jövőbeni történésekre. Harryéknek sikerül ebben megakadályozniuk a nőt, a múltbéli Voldemort megöli a szüleit, így minden változatlan marad, Delphit pedig az Azkabanba zárják élete végéig.
Mikor a másik megmenekül, mikor visszafordul az idő, mikor látatlan gyermekek megölik atyjukat, a Sötét Nagyúr akkor visszatér

## Ábrázolása a filmekben

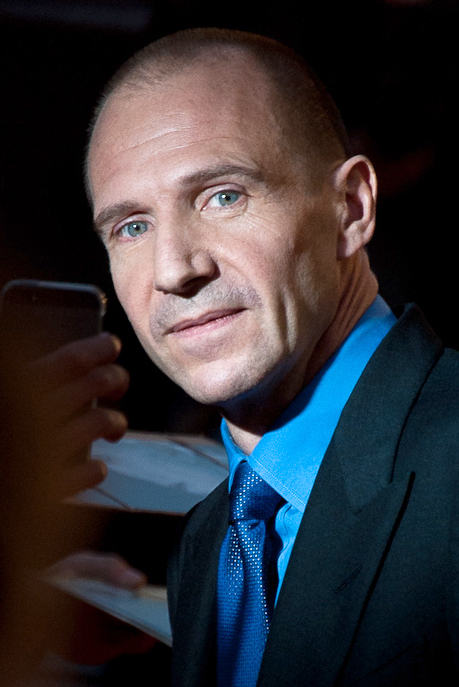
Ralph Fiennes játszotta Voldemort szerepét a Tűz Serlege résztől a befejező Halál Ereklyéi 2-ig

Voldemort hét filmben jelenik meg – Harry Potter és a bölcsek köve, Harry Potter és a Titkok Kamrája, Harry Potter és a Tűz Serlege, Harry Potter és a Főnix Rendje, Harry Potter és a Félvér Herceg, Harry Potter és a Halál ereklyéi 1. és Harry Potter és a Halál ereklyéi 2. – ezekben pedig különböző korú inkarnációit több színész alakítja.
A Harry Potter és a bölcsek kövében Voldemort Mógus professzor tarkóján jelenik meg, ezt számítógépes technológiával tudták megjeleníteni. Ian Hart, aki a professzort alakította, kétszer vette fel a jelenetet arcát és hangját adva a karakternek. Ebben a filmben még kétszer jelenik meg, először egy emlékben, mikor megöli a Potter házaspárt, illetve mikor a Tiltott Rengetegben megissza az egyszarvú vérét. Előbbi jelenetben Richard Bremme játssza, bár az arca sohasem volt látható. A Harry Potter és a Titkok Kamrájában mint a 16 éves Tom Denem szerepel, ekkor Christian Coulson ábrázolásában.
A Harry Potter és a Tűz Serlegében a film elején csak karcos hangját hallhatjuk, azonban a film csúcspontjaként először jelenik meg teljes valójában, Ralph Fiennes alakításában. Ahogy azt Rowling a könyvben leírta, bőre fehér volt, fogai sárgásak, ujjai hosszúak, póklábszerűek és fekete talárt viselt. Szemei, bár mikor kilép az üstből egy pillanatra vörösek, ezt elhagyták, mint ahogy a producer David Heyman később nyilatkozta, azért mert így a nézők számára is jobban megadja a félelemérzetet. Orrlyukai kígyószerű rések voltak. A felvételek során Ralph Fiennest elmaszkírozása után digitális technikával „megszabadították” orrától. Első megjelenésekor villás nyelve van, de ezt később elhagyták.
Fiennes később megjegyezte, hogy: „Nincs kétségem afelől, hogy a gyerekek félnek tőlem, ha ez eddig nem is fordult elő.” A színész a felkészülés során elolvasta a Tűz Serlege könyv változatát, mint mondta „sok-sok órát töltöttem azzal, hogy megismerjem a jeleneteimet”. Voldemort szerepét a következő négy filmváltozatban is Ralph Fiennes alakította.
A Harry Potter és a Félvér Hercegben Fiennes unokaöccse, Hero Fiennes-Tiffin alakította a serdülő Tom Denemet, mivel a forgatás idején Christian Coulson már 29 éves volt, így ő nem volt alkalmas a szerepre. Ugyanebben a részben a 16 éves, iskolás Denemet Frank Dillane játszotta, miután az utolsó pillanatokban kapta meg a szerepet Thomas James Longley helyett.

## Családja

### Denem család
A Denem család egy régi úri család a Little Hangleton nevű településen, ahol nagy birtokuk van. Voldemort nagyapja, Thomas Denem és felesége, Mary a helyi közösség befolyásos tagjai voltak. Az ő fiuk volt idősebb Tom Denem, így hárman laktak egy hatalmas kerttel körülvett villában. A helyiek körében nagy népszerűségnek örvendtek sznob hozzáállásuk miatt. Tom jól illeszkedett ebbe a környezetbe, sokat lovagolt és élvezte családja helyzetét és a szép lányok rajongását.
A hatodik kötetben kiderül, hogy Merope Gomold minden lehetőséget megragadott, hogy bámulhassa őt, akár reggeltől estig az ablakban vagy a bokrok mögött leskelődött. Egy alkalommal Morfin, Merope bátyja észrevette ezt és csalánártást küldött Tomra, amiért összetűzésbe került a Minisztériummal, mivel megszegte a Varázstörvényt, ezért pedig az Azkabanba zárták, csakúgy mint apját, Rovle Gomoldot is. Most, hogy Merope egyedül maradt, már zavartalanul élhette életét a felette uralkodó két férfi nélkül is. Egy nap, mikor a hőségben Tom arra lovagolt, felajánlott számára egy pohár hűsítő italt, amibe előtte szerelmi bájitalt kevert. Tom beleszeretett a nőbe, majd megszöktek, három hónapra rá összeházasodtak, Merope pedig terhes lett. Ekkor a nő abbahagyta a bájital adagolását, gondolván a férfi magától is beleszeretett már és vele, valamint a születendő gyermekükkel marad. Ez nem így történt, Tom Denem elhagyta a boszorkányt, hazamenekült szüleihez akiknek elmezavarral magyarázta tettét. Fiuk, Tom Rowle Denem december 31-én született. Merope belehalt a szülésbe, így a fiú egy árvaházban nőtt fel.
A Harry Potter és a Tűz Serlege részből kiderül, hogy a későbbi Denem-gyilkosságokért a ház gondnokát, Frank Bryce-t hibáztatták a falubeliek, míg a másik gyanúsított, Morfin Gomold az Azkabanban halt meg.
A Harry Potter és az elátkozott gyermek című színdarabban szerepel lánya, Delphini, akit Bellatrix Lestrange szült 1998-ban. Árvaházban nevelkedett, később az Azkabanba zárták.

### Gomold család
Rowle Gomold volt családja utolsó pátriárkája. Börtönbe került fiával együtt, miután megtámadott egy minisztériumi varázslót. Ott egészsége erőteljesen megromlott, nem sokkal hazatérése után meghalt. Dédelgetett értéktárgya aranyvérűségét igazoló pecsétgyűrűje volt, amin a Peverellek címere volt látható. Voldemort és Harry így igen távoli rokonok voltak, hiszen Harry a Peverellek egyenesági rokona volt. Ezt később fiának adta, aki börtönben halt meg. Morfin Gomold Voldemort nagybátyja, míg Merope Gomold a Nagyúr édesanyja volt.

## Élete

### Születése
Voldemort anyja, Merope Gomold, Mardekár Malazár egyenes ági leszármazottja szerelmes lett egy mugliba, akit Tom Denemnek hívtak. Ám felette zsarnokoskodtak bátyja és apja, akik gyűlölték a muglikat és azokat is, akik velük egyáltalán szóba álltak. Amikor azonban minisztériumi dolgozók és muglik (köztük Tom Denem) bántalmazásáért a varázslók börtönébe, az Azkabanba zárták őket és Merope szabad lett, varázslattal magához láncolta a fiút. Albus Dumbledore szerint feltehetően szerelmi bájitalt használt, mert azt romantikusabbnak találta az Imperius-átoknál. Dumbledore szerint azért is választhatta a szerelmi bájitalt, mert könnyű lehetett rávennie Denemet egy forró nyári napon arra, hogy fogadjon el egy pohár vizet. Amikor Merope bejelentette Tomnak, hogy gyermeket vár tőle, összeházasodtak.
Tom még a terhessége alatt elhagyta Merope-ot, és szülőfalujában azt hangoztatta, hogy rászedték, talán a bűbáj hatását érezte. A falubeliek azt gondolták rászedésnek, hogy Merope hazudott, és nem is várt gyermeket. Pontos oka ismeretlen, hogy egy idő után miért nem jelentkezett Denemen a szerelmi bájital hatása. Dumbledore arra a következtetésre jutott, hogy Merope nem tudta elviselni, hogy azt, akit őszintén szeret, varázslattal tartja házasságban, vagy talán úgy vélekedett, Denem közben valóban szerelmes lett belé, vagy gyermekük miatt nem hagyja el majd őt. Az valószínű, hogy megszüntette a bájital adagolását. Erre Denem elhagyta őt, mire Merope felhagyott a mágiával.
Caractacus Burke emlékeiből Dumblodore tudta, hogy Merope Voldemort születésekor Londonban tartózkodott. Egyetlen értékes tulajdonát, egy családi ereklyét, Mardekár medálját eladta Burke-nek tíz galleonért. Gyenge egészségén nem segített varázslattal. Egy évvel az esküvőjük után egy árvaházban megszülte fiát (1926. december 31-én), és rábízta az árvaházra. Azt mondta, reméli, hogy a gyerek az apjára fog hasonlítani, valamint hogy Tom legyen az apja, és Rowle a nagyapja után. E szavai után pár perccel meghalt.

### Gyermekkora és tanulmányai
Voldemort anyja halála után abban a londoni árvaházban nőtt fel, ahol Merope meghalt. Csecsemőként alig sírt. Természetesen egy rokona sem kereste fel, ezért tizenegy éves korában is az árvaházban lakott. Már itt megmutatkozott erőszakos hajlama, mert varázserejét társai megfélemlítésére, kínzására használta fel. Egy Billy Stubbs nevű fiú nyulát felakasztotta a gerendára. Amy Bensont és Dennis Bishopot azzal a hazugsággal, hogy felfedezőútra mennek, egy barlangba csalta, és bent valami ismeretlen rémisztő dolog történt. Árvaházi szűk szobájában csupán egy régi szekrény, egy vaságy szürke pokróccal és egy szék állt.
Albus Dumbledore ment el érte az árvaházba, megmondani neki, hogy ő varázsló és felvételt nyert a Roxfortba. Ő először orvosnak hitte Dumbledore-t, aki meg szeretné vizsgálni, majd azt hajtogatta, hogy a professzor a bolondokházából jött. Itt, Dumbledore előtt megmutatta valódi énjét, melyet később megbánt s ezt gondosan titkolta. Dumbledore emiatt végig gyanakodott rá, míg a többi tanár tehetséges, szimpatikus, bájos fiatalembernek tartotta. A Teszlek süveg szinte hozzá sem ért a fejéhez, már kimondta, hogy Mardekár. Pálcája tizenhárom és fél hüvelyk, tiszafa főnixtoll maggal. Később Harry pálcájában ugyanannak a főnixnek a tolla található, de az övé magyal és rövidebb. Nemsokára Tom megtudta, hogy iskolai házának alapítója beszélt a kígyók nyelvén, éppúgy, mint ő. A tanároknak ezt nem árulta el, és semmi mást sem, ami igazi jellemével kapcsolatos lett volna. Dumbledore se mesélt a tanári karnak első találkozásukról, mert reménykedett benne, hogy a fiú meg fog változni. Nemsokára sok odaadó barátra, vagy inkább szolgára tett szert. Egyesek védelmet kerestek közülük, mások dicsőséget, megint mások gonosz hatalmat. Feltétlenül engedelmeskedtek vezérüknek, felnőve ők lettek az első halálfalók.
Tom szenvedélyesen kutakodott felmenői után. Miután rájött, hogy apja nem járt a varázslóiskolában, anyai ágát kezdte el nyomozni, valószínűleg ekkor vette fel új nevét. Az árvaházban elárulták Tomnak, hogy második keresztnevét nagyapja után kapta, ezen a nyomon indult el. Sok munka után rájött, hogy ő Mardekár leszármazottja. Azon a nyáron, amikor tizenhat éves volt, nem az árvaházba ment, hanem felkereste a Gomold-család otthonát. Meg is találta a házat és nagybátyját. Morfin elmesélte neki, hogy Tom apja a faluban lakik. Ezt követően ismeretlen, mi történt, de Tom valahogyan ellopta Rowle gyűrűjét, az egyetlen a házban maradt családi ereklyét. Elvette a pálcáját is, és felkereste apja és apai nagyszülei házát. Az általa hozzá méltatlannak és anyja elhagyása miatt bűnösnek ítélt Deneméket megölte, apjával és nagyszüleivel is végzett. Visszament Morfinhoz, módosította az emlékezetét, erre ő beismerő vallomást tett a minisztériumnak a gyilkosság elkövetéséről, és ők elhitték, Morfin az Azkabanban halt meg.
Még a gyilkosság előtt kinyitotta a Mardekár Malazár által készített kamrát, amelyben egy szörnyeteg lakott, aki mugli születésű varázslókat és boszorkányokat pusztított. A szörnyeteg megölte Myrtle Warrent, és Tom a gyilkosság hatására a lelkéből leszakadó darabot egy naplóba zárta, ezzel halhatatlanságot biztosítva magának. A kamra kinyitásának gyanúját Rubeus Hagridra terelte, és ezt az akkori igazgató, Dippet professzor elhitte neki, Hagridot eltanácsolták.
A napló a lélekdarabbal ötven év múlva, Harry második évében előkerült. Egy ideig Ginny Weasley-é volt, akinek a múltbéli Tomnak sikerült a bizalmába férkőznie. Parancsai hatására Ginny kinyitotta a kamrát öntudatlanul, ez négy mugli születésű és egy macska kővé dermedéséhez vezetett. Harryt is megpróbálta megölni, de Dumbledore főnixe, Fawkes meggyógyította.
Tom tagja volt Horatuis Lumpsluck zsenimániás bájitaltantanár bizalmas csoportjának, a Lump Klubnak. Itt is vezéregyéniségként tisztelték. Lumpsluck professzor imádta és támogatta a jó tanulót, később ezt mélységesen megbánta. Lumpsluckot Tom titokzatos horcruxokról faggatta. A tanár elárulta neki a titkukat, bár ő az utókornak csak egy manipulált emléket hagyott, amíg Harry kiszedte belőle az igazit. A horcruxok olyan eszközök, amelyek az ember lelkének egy részét tárolják és rejtik. Ehhez azonban szét kell hasítani lelkünket, és ez általában a halálnál is rosszabb. A széthasításhoz meg kell ölni egy személyt, és a gyilkosság hatására a lelkünkből leszakadó darabot egy bűbájjal kell egy tárgyban rögzíteni. Denemet a halhatatlanság vágya hajtotta horcrux létrehozására, tanárától még azt is megkérdezte, lehet-e hatot készíteni (azaz hétfelé szakítani a lelkünket). Ekkor azonban már tudta, mik azok a horcruxok, hiszen a Klubban Rowle gyűrűjét viselte, azaz akkorra már megölte rokonait.
Tom az iskolában prefektus és iskolaelső volt, az Önzetlenül az Iskoláért különdíj birtokosa, utolsó évében is minden tantárgyból a legjobb eredményt érte el.

### Az iskola után 1981-ig
Mivel Voldemort az iskolában töltötte élete legszebb éveit, és ott érezte magát otthon, a Roxfortban szeretett volna dolgozni tanárként. Megkérte az akkori igazgatót, Armando Dippetet, hogy engedje meg, hadd tanítson sötét varázslatok kivédését. Ő nem támogatta, de pár év múltán hajlandóságot mutatott. Nemsokára a Borgin & Burkes nevű feketemágus-üzletben lett állása. Neki kellett rávennie a sötét tárgyakat birtokló embereket arra, hogy odaadják tulajdonaikat, és kitűnően végezte ezt a munkát. Gyakran egy Hepzibah Smith nevű idős, gyűjtőmániás boszorkányt kellett felkeresnie. Egyik alkalommal azért, mert Burke, az üzlet társalapítója 500 galleont kínált egy koboldok kovácsolta páncélért. Hepzibah azonban abban a hitben, hogy Voldemort csak érdekességet lát benne, titokban megmutatta neki a birtokában lévő Mardekár-medált és a Roxfort egy másik alapítójának, Hugrabug Helgának kelyhét (Hepzibah saját állítása szerint Hugrabug leszármazottja volt). A medált korábban Merope adta el Burke-nek tíz galleonért, aki egy vagyonért adta tovább Hepzibahnak. A boszorkány a látogatás után két nappal meghalt. Egészen bizonyos, hogy Voldemort ölte meg, hogy megszerezze a két becses tárgyat. Akárcsak mugli rokonai meggyilkolását, ezt a bűntényt is másra fogta. Módosította Hókinak, Hepzibah házimanójának emlékezetét, hogy beismerő vallomást tegyen.
Az ügyet nem vizsgálták ki, Hóki az Azkabanban halt meg, de utolsó napjaiban még megosztotta emlékeit Dumbledore-ral. Voldemort életének következő tíz évéről nem maradtak fenn hiteles források. Tíz évvel a Hepzibah-gyilkosság után azonban van Dumbledore-nak egy emléke arról, hogy másodszor is megpályázta a Sötét Varázslatok Kivédése tantárgy oktatását Dippet professzor ígéretére hivatkozva. Ekkor már Dumbledore volt az igazgató, aki ismerte volt tanítványa lelki hátterét. Azt is sejtette, hogy a Sötét Nagyúr nem kívánt tanítani, hanem valami más rejtélyes cselekedetet igyekezett elkendőzni. Miután másodszor is sikertelenül pályázott az állásra, megátkozta a tanári pozíciót: ezután egyetlen Sötét Varázslatok Kivédése-tanár sem tanított egy évnél tovább a Roxfortban.
Mr. Ollivander pálcakészítő szerint borzalmas, de nagy tetteket hajtott végre. Hagrid szerint amikor először hatalomra került a Sötét Nagyúr, senki nem bízott senkiben, nem mertek szóba állni idegen boszorkányokkal és varázslókkal, a szembeszállókat Voldemort megölte, csak Dumbledore-tól félt, így a Roxfort biztonságos hely maradt.
Perselus Piton kihallgatott egy jóslatot, amely a Sötét Nagyúrról szólt (a jóslat Sybill Trelawney szájából hangzott el), és mindjárt el is mondta neki. A prófécia szerint a nagyúrral egy olyan varázsló képes végezni, aki július végén született, és szülei háromszor „dacoltak” Tudodkivel. Ez Neville Longbottomra és Harry Potterre lehetett igaz. Voldemort nem az aranyvérűt (Neville-t) választotta, lehetséges, hogy azért, mert Harryt egyenrangúnak tekintette. Vélt ellenségét meg kívánta ölni. Harry szülei azonban ellenálltak, feláldozták életüket érte. Potter édesanyjának önfeláldozása egy ősi varázslat révén Harry életét is megmentette, a visszapattanó halálos átok eltalálta a nagy hatalmú varázslót, akinek évekig testetlen szellemként kellett élnie.

### Horcruxok
Voldemort elhatározta a Lumpsluckkal folytatott beszélgetés idején, hogy véghez fogja vinni a tanárnak részben felvázolt tervet: létrehoz hat horcruxot, hogy a lelkét hétfelé szakítva a saját testén kívüli hat részt beléjük rejthesse, így biztosítva magának a halhatatlanságot.
1. Elsőként egy naplót változtatott horcruxszá egy Myrtle Warren (Hisztis Mirtill) nevű mugli születésű boszorkánynövendéknek a baziliszkusszal való meggyilkoltatásával. Azon kívül, hogy gazdája számára az örök életet biztosította, a napló fegyverként is szolgált, hogy megszálljon egy diákot, aki a napló parancsait követve újra ki fogja szabadítani a Titkok Kamrájának szörnyetegét.
2. Tom, miután ellopta nagybátyjától a gyűrűjét és megölte apját, a gyilkosság hatására leszakadó lélekdarabot a gyűrűbe rejtette. Dumbledore 1996-ban megtalálta a gyűrűt a Gomold-ház romjai között, majd elpusztította Griffendél kardjával (a kard beszívta magába a baziliszkusz mérgét, amely képes horcruxokat megsemmisíteni). A gyűrűn szörnyű ártás volt, ezért amikor Dumbledore megfogta, jobb keze elhalt, és csak bonyolult gyógyítással tudott életben maradni.
3. Voldemort számára különösen értékes tárgyakat változtatott horcruxszá, ezért már korán sejtették, hogy Mardekár medálja is köztük van. Miután gyilkosság árán megszerezte Hepzibah Smith-től, megölt egy mugli parasztot, és a leszakadó lélekdarabot a medálba költöztette. A Piton által megidézett őzsuta-patrónus Harry Pottert egy befagyott tóhoz vezette, aminek az alján ott pihent Griffendél kardja. A lemerülés alatt a nyakán volt Mardekár medálja, aminek a lánca kis híján megfojtotta. Ebből a szorult helyzetből a visszatérő Ron Weasley mentette meg legjobb barátját, később ő is pusztította el a horcruxot a karddal.[42]
4. Hugrabug Helga kelyhe szintén jelentős tárgy volt Voldemort szemében, ugyanis a neki otthont jelentő Roxfort egyik alapítójától származott. Hepzibah Smith meggyilkolásával készítette, tőle is rabolta el. Ron, Harry és Hermione elrabolták Bellatrix Lestrange széfjéből, Hermione pedig a Titkok Kamrájában hatástalanította egy baziliszkuszfoggal. (1998)
5. Az egyik horcrux kiléte sokáig ismeretlen volt, de azt feltételezték, hogy Hollóháti Hedvigtől vagy Griffendél Godriktól, a Roxfort egy másik alapítójától származik, és akkor jött létre, amikor Voldemort másodszor próbált tanár lenni az iskolában. (1998) (Végül Hollóháti Hedvig diadémjában ismerték fel, és – szándéktalanul – Crak semmisítette meg, amikor táltostüzet idézett fel.)[22]
6. Nagini, Voldemort kígyója, akihez a Sötét Nagyúr szorosan ragaszkodott. Utolsónak készítette el, Frank Bryce megölésekor. Neville Longbottom levágta a fejét Griffendél kardjával (1998).[36][38][43]
7. A hetedik horcruxot szándékán kívül készítette: Harry Potter horcruxszá változott, amikor a szüleit Voldemort megölte. A fiú ezt követően többször be tudott férkőzni a Sötét Nagyúr gondolataiba, néha előnyére, néha hátrányára. Amikor Voldemort a Tiltott Rengetegben a halálos átkot mondta Harryre, nem a fiút, hanem a horcruxot ölte meg. (1998)

### Árnyalakként
Miután a Harry Potterről visszapattanó átok eltalálta, lelkének eredeti darabja testetlen szellemként élt Albániában, gyakran kígyók testébe költözve. Nagy bizalmat adott neki, amikor egy roxforti professzor, Quirinus Mógus felkereste. Voldemort a testébe költözött, és igyekezett megszerezni az örök életet adó bölcsek kövét Mógusnak adott utasításaival. Harry azonban megölte Mógust, a sötét varázsló szelleme pedig visszatért Albániába. Halálfalóinak azt mondta, ekkor következtek élete legreménytelenebb évei. Féregfarknak becézett halálfalója (Peter Pettigrew) felkereste Albániát, és az ott élő patkányok segítségével rátalált mesterére. Mielőtt odaért, bement egy fogadóba, ahol ott tartózkodott egy Bertha Jorkins nevű minisztériumi alkalmazott. Pettigrew rábeszélte Jorkinst, hogy menjen vele egy kis éjszakai kirándulásra. Az erdőben ártalmatlanná tette, elvitte urához, aki fontos információkat tudott belőle kiszedni: elmondta, hogy a Roxfortban megrendezik a Trimágus Tusát, és egy hűséges halálfalóját (ifj. Barty Kupor-t) az apja, Mr. Kupor tartja otthon fogságban. Mire minden információt kikényszerítettek belőle, elvesztette tudatát, Voldemort végzett vele. Féregfark ápolása mellett egy Nagini mérgéből és unikornis vérből főzött főzettel létrehozott egy csökevényes, de saját testet. Mugli apja házában Féregfarkkal és a kiszabadított Barty Kuporral megbeszélték a tervet, és megöltek egy muglit (az egykori kertészt), aki kihallgatta őket.
Testét ősi fekete mágia által nyerte vissza. A főzethez egy szolga húsa (Féregfark levágta jobb kezét erre a célra), a feltámadó ember apjának csontja (felnyitották az idősebb Tom Denem sírját) és egy ellenség vére kellett. Voldemort Harry Potter vérét használta, úgy gondolta, ha annak a vérét veszi igénybe, aki annak idején megsemmisítette hatalmát, erősebb lesz, mint valaha. Apja temetőjéhez Harryt a Trimágus Tusa díja röpítette el, amelyet az időközben kiszabadított és álcázva a Roxfortba delegált halálfaló, Bartemius Kupor változtatott zsupszkulccsá.

### Visszatérése után
Miután visszatért, Féregfarknak megérintette a Sötét Jegyét, azaz a bal alkarján lévő megbélyegzést, amellyel hívni lehetett a többi halálfalót. Megtervezte, hogy a dementorokat és az óriásokat maga mellé fogja állítani, és kiszabadítják az Azkabanból az ott raboskodó halálfalókat. Megkísérelte megölni Harryt, de mivel kettőjük pálcái egymás testvérei voltak, nem sikerült a gyilkosság (ezért később más pálcákat használt). Voldemort pálcája megzavarodott, és elkezdtek belőle kiszállni fordított időrendi sorrendben az általa meggyilkolt személyek szellemei, köztük Harry szüleié is. Harry ezután begyűjtő-bűbájjal magához vette a kupát (ami odarepítette), és ezzel visszajutott a Roxfort területére.
Amikor a minisztérium épületében csata történt egy Harryről szóló jóslatért, megjelent az épület átriumában. Felbukkant Dumbledore is, aki Tomnak szólította. Párbajozni kezdtek, a küzdelmet Dumbledore nyerte, de egyikőjük sem szenvedett maradandó sérülést (Harryt sikerült megvédeni), csak az átrium dekorációja rongálódott meg.
Később a Pálcák Urát, a mindenkit legyőző pálcát kezdte el keresni Harry ellen, nem riadt vissza a gyilkosságoktól sem e cél érdekében. Megtudta, hogy Dumbledore tulajdonában volt. Mivel Dumbledore-t Perselus Piton ölte meg, Tudodki megölte Pitont, hogy őt szolgálja a pálca. A Tiltott Rengetegben halálos átkot mondott Harryre, de csak saját lélekdarabját pusztította ki belőle (Harry volt a hetedik horcrux). Harryé lett a pálca ereje, mivel Dumbledore-t még halála előtt lefegyverezte Draco Malfoy, akit később lefegyverezett (elvette a pálcáját) Harry. Így amikor utoljára összecsaptak a Roxfort nagytermében, Harry nyert, Voldemortra visszapattant saját halálos átka és meghalt (ekkor már az összes számára halhatatlanságot biztosító tárgy elvesztette erejét).

## Külső megjelenés
Gyerekként apjának fiatalabb mása volt, anyaági felmenőinek vonásainak nyoma sem volt rajta. Az idősebb Tom Denemhez hasonlóan fekete hajú, szép arcú, sápadt volt, tizenegy éves korában magas a korához képest. A regény szerint még akkor is jóképűbb volt, mint valaha, amikor a Borgin & Burkesnek dolgozott, ekkor hosszabb volt a haja. Amikor meglátta a Roxfort alapítóinak tárgyait Hepzibah Smith-nél, vörösen izzott a szeme. Amikor másodszor megpályázta a sötét varázslatok kivédésének tanítását, már nem lehetett jóképűnek mondani, még emberien nézett ki, de szemei vörösen izzottak, ábrázata merev, torz volt.
Horcruxainak elkészítése után egyre inkább elveszítette emberi mivoltát, és kígyóhoz kezdett hasonlítani. 1992-ben, amikor Mógus testében élt, már kevés emberi volt ábrázatában. Bőre teljesen fehér volt, szemei vörösek, nem volt orra, csak orrlyukai.
Visszatérése után még félelmetesebben festett. Kezei két fehér pókhoz hasonlítottak, hihetetlenül hosszú ujjakkal. Vörös szeme fényesen izzott, pupillája csupán vékony rés volt.

## Személyisége
Tizenegy évesen és fiatalabban is gyakran erőszakoskodott és kegyetlenkedett az árvaház többi lakójával. Szájharmonikákat, jojókat és ezüstgyűszűket lopott tőlük. Gyakran osztogatott erős parancsokat ijesztő hangsúllyal. Öntelt, zárkózott és magányos volt, nem kedvelte a társaságot. Felnőttkorában sem vágyott barátra soha, és nem is volt neki, még leghűségesebb hívei közt sem. Különösen örült annak, amikor Dumbledore elárulta neki, hogy ő mágus. Azt állította, hogy bántani tudja azokat, akik bosszantják, és fájdalmat tud nekik okozni. Tudta a muglik között, hogy van benne valami különleges, és ennek kimondottan örült. Nem szeretett igazán senkihez se hasonlítani, még a nevében sem, ezért sajnálta, hogy igen gyakori neve van (Tom), amit később meg is változtatott. Hozzá volt szokva, hogy egyedül intézi el a teendőit. A halált már egészen fiatalon szégyenletes jelenségnek tartotta, mivel úgy gondolta, anyja nem lehetett boszorkány, ha olyan közönségeset tett, hogy meghalt.
Céljai elérése érdekében gátlástalan eszközöket használt, képes volt értékes tárgyakért két ártatlant a rettegett varázslóbörtönbe küldeni, két ilyen tárgy gazdáját megölni állását kockáztatva. Ebből az is látszódik, hogy a Roxforthoz a végsőkig ragaszkodott, ugyanis ezek a becses tárgyak az iskola alapítóinak egykori tulajdonai voltak. Korán lenézte a muglikat, mivel apja az volt, méltatlannak találta magához, ezért váltotta le a nevét és később ezért ölte meg varázstalan rokonait. Dumbledore-t mugliimádó vén bolondnak nevezte. Elvárta híveitől, hogy felkeressék, amikor nincs hatalmánál, és nem bocsátott meg azoknak, akik nem tették. Saját magáról azt állította, megjutalmazza jótevőit, Féregfarknak, aki feláldozta érte jobb kezét, jutalmul ezüstkezet adott.

## Képességei
Korán megmutatkozott, hogy varázsló. Az árvaház többi lakója ellen már komoly varázslatokat használt, valamennyire irányítani is tudta az erejét. Tudatosan okozott varázserejének segítségével fájdalmat másoknak. Tudott beszélni a kígyókkal, erre egy vidéki kirándulása során jött rá.
A fentebb Hagridtól említett szavakból kitűnik, hogy Voldemort tudott párbajozni, ismerte a leghatalmasabb átkokat, képes volt a maga mellett állókat is megfélemlíteni és ezzel hűségessé tenni.

## Párhuzam a szereplő és valós történelmi személyek között
Többen és többször felhívták már a figyelmet a Voldemort és valós történelmi személyek között fellelhető párhuzamra. Rowling beismerte, hogy Voldemort „egyfajta” Adolf Hitler, és hogy van valamiféle párhuzam a nácizmussal kapcsolatban a könyvében. Arról is beszélt, hogy Voldemort, mint Sztálin eldobta eredeti nevét és egy olyat választott, amely erőt és hatalmat sugároz, valamint félelmet kelt. Alfonso Cuarón, a Harry Potter és az azkabani fogoly filmváltozatának rendezője George W. Bushhoz és Szaddám Huszeinhez hasonlította a karaktert, mondván, hogy mint a két politikus, úgy Voldemort is „... önző, erős hatalomvágy él benne és szereti manipulálni az embereket”. Julia Turner, a Slate magazinban megjegyezte, hogy feltűnően sok a hasonlóság a Harry Potter és a Félvér Herceg valamint a 2001. szeptember 11-ei terrortámadások utáni eseménysorozat között. Mint mondta, Voldemort a terrorizmus eszközeit felhasználva pusztított hidakat, gyilkolt ártatlanokat, és arra kényszerített gyerekeket, hogy gyilkoljanak.
Voldemort is, mint a többi fikciós gonosz, így például A Gyűrűk Ura-trilógia főgonosza, Szauron, az egész történet alatt elveszett hatalmát próbálja visszaszerezni, bár mindkettőjüket halottnak hitték, ennek ellenére is csak utalni mertek rájuk, mintsem kiejteni nevüket. Az IGN felmérése szerint Voldemort a hetedik legkedveltebb Harry Potter-szereplő, igazán ijesztőként leírva őt.

## Megjelenése a populáris kultúrában
Számos eset során használták fel a karakterét politikai kampányok idején a befolyásos és pénzes médiavállalatok képviselői. A Lord Voldemort becenevet előszeretettel aggatták például Peter Mandelson brit munkáspárti politikusra is, de hazánkban is előfordult, hogy a karakter nevét gúnyos jelzőként használták a politikai életben például Mengyi Roland fideszes országgyűlési képviselővel kapcsolatban.
Előfordult, hogy rockzenekar albumának szolgáltatott témát. A Voldemort Can't Stop the Rock! (azaz Voldemort sem állítja meg a rockot) az amerikai Indie rock zenekar, a Harry and the Potters nevű formáció stúdióalbuma volt, amelyen megtalálható a The Dark Lord Lament és a Flesh, Blood, and Bone című szám is.
Több paródiát készítettek felhasználva Voldemort karakterét is. A Simpson család című amerikai tévés rajzfilmsorozatban egy rész erejéig feltűnik, mint Lord Montymort. Feltűnik a Billy és Mandy kalandjai a kaszással című amerikai tévés rajzfilmsorozatban is, itt mint Lord Moldybutt aki Nigel Planter (Harry Potter paródiája) ellensége. Neil Cicierega, amerikai internetes művész és komikus is felhasználta karakterét, az általa készített vázlat lett a 17. legnézettebb kisvideó a YouTube videómegosztón és a 2007-es év győztese a „legjobb vígjáték” kategóriában ugyanott.
A Mad magazine parodizálta a filmsorozatot, itt Lord Druckermort lett a karakter neve, ami utalás volt a lap régi főszerkesztőjére, Mort Druckerre. Az A Very Potter Musical című műben Joe Walker színész alakítja Voldemort szerepét.
Voldemort is megjelent a 2012-es nyári olimpia megnyitóján, mint egy felfújható báb olyan gonosztevők társaságában mint a Szív Királynő, Hook kapitány és Szörnyella de Frász.
A Lego Dimensions videójátékában Voldemort karakterének bőrébe is bújhatunk, itt Ralph Fiennes hangján szólal meg a karakter. Voldemort is szerepel a Lego Batman – A film című alkotásban, itt a korábban a Star Wars legófilmekben a Darth Vadert is szinkronizáló Eddie Izzard kölcsönzi neki a hangját. Voldemort a történet szerint fogoly a Fantom Zónában, akiket A Joker toborzott, hogy elfoglalja segítségükkel Gotham City-t.
2018 januárjában bemutattak egy rajongói filmet Voldemort: Az örökös eredete címmel, amely fiatalkoráról szól, és amely egyedül a YouTube videomegosztón lett elérhető.

## Fordítás
- Ez a szócikk részben vagy egészben  a   Lord Voldemort című angol Wikipédia-szócikk fordításán alapul.  Az eredeti cikk szerkesztőit annak laptörténete sorolja fel. Ez a jelzés csupán a megfogalmazás eredetét és a szerzői jogokat jelzi, nem szolgál a cikkben szereplő információk forrásmegjelöléseként.